# Нова Аксеновка
Нова Аксеновка (рос. Новая Аксёновка) — хутір в Медвенському районі Курської області Російської Федерації.
Населення становить 49 осіб. Входить до складу муніципального утворення Чермошнянська сільрада.

## Історія
Населений пункт розташований на території українського етнічного та культурного краю Східна Слобожанщина.
Від 2004 року входить до складу муніципального утворення Чермошнянська сільрада.

## Населення
1. Н/Д[2]